# Pamphile Mihayo Kazembe
Pamphile Mihayo Kazembe est un footballeur international congolais (RDC) né le 17 septembre 1976 à Lubumbashi. Il évolue au poste de milieu de terrain ou de défenseur central. Il est actuellement entraîneur du TP Mazembe et entraîneur adjoint de l'équipe nationale de la République démocratique du Congo.
Il est aussi père de 4 enfants.

## Biographie
Mihayo joue pour le TP Mazembe, il a participé à la coupe du monde des clubs 2009 et à la coupe du monde des clubs 2010 où il est capitaine. Il a joué la finale perdue contre l'Inter Milan (défaite 3-0).

## Parcours d'entraineur
- depuis avr. 2017 :  TP Mazembe

## Carrière footballistique
Pamphile Mihayo Kazembe, mis titulaire lors de la finale de la Coupe du monde des clubs de la FIFA 2010 à la charnière centrale à la défense avec Joël Kimwaki dans une composition de l'entraineur Lamine N'Diaye de 1-4-5-1. Un match opposant le TP Mazembe de la République Démocratique du Congo  au FC Internazionale Milano de l'Italie, ce dernier a vu les Congolais perdre par une note de 0 - 3 en faveur des Italiens, une défaite qui honore le capitaine des corbeaux de Lubumbashi et l'équipe de Pamphile Mihayo Kazembe a fait un exploit d'avoir joué la finale de la compétition et devenant ainsi le tout premier club africain d'accéder à la finale de la coupe du monde des clubs de la FIFA en 2010, un record.

## Vie privée
Pamphile Mihayo Kazembe, en plus d'être footballeur ou entraîneur de football, il est également père de famille et marié à sa femme Sandra Kalonda et ils ont ensemble eu quatre enfants.

## Palmarès

### Prix et récompense
En tant que joueur
- Vainqueur de la Ligue des champions de la CAF en 2009 et 2010 avec le TP Mazembe
- Vainqueur de la Supercoupe de la CAF en 2010 avec le TP Mazembe
- Champion de RD Congo en 2000, 2001, 2006, 2007 et 2009 avec le TP Mazembe
- Vainqueur de la Coupe de RD Congo en 2000 avec le TP Mazembe
- Vainqueur de la Linafoot championnat

En tant qu'entraîneur
- Vainqueur de la coupe de la confédération avec le TP Mazembe  en 2017
- Vainqueur du championnat congolais (Linafoot) 2017